# رسالة من إدين-سن إلى زينو

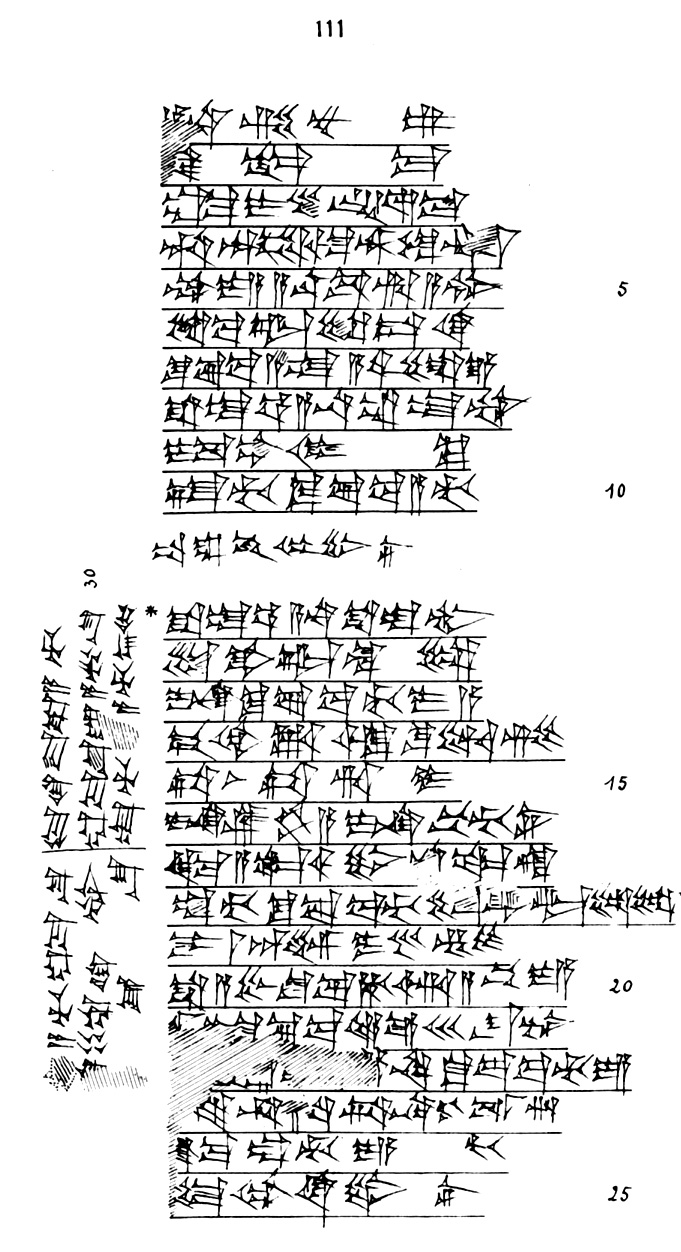
النص الأكادي للرسالة

الرسالة من إيدين سين إلى زينو، والمعروفة أيضًا بتسميتها الفنية TCL 18 111،  هي رسالة من العصر البابلي القديم كتبها الطالب إدين سين إلى والدته زينو. يُعتقد أنها كُتبت في مدينة لارسا في القرن الثامن عشر قبل الميلاد، في عهد الملك حمورابي (قرابة 1792–1750 ق. م). في الرسالة، يعبر إدين سين عن خيبة أمله من جودة الملابس التي نسجتها والدته له مقارنةً بملابس أقرانه، ويحاول بطرق مختلفة التلاعب بشعور والدته لجعلها تشعر بالذنب، وترسل إليه ملابس جديدة. تُستشهد الرسالة غالبًا بوصفها وثيقة تقدم نظرة على الحياة اليومية في بلاد ما بين النهرين القديمة، وأيضًا كمثال على الطبيعة الإنسانية الثابتة عبر العصور.

## ترجمة
قام الآشورياتي أ. ليو أوبنهايم بترجمة الرسالة كما يلي في عام 1967: 
"ليحفظك الآلهة شماش ومردوخ و إيلابرات  بصحة جيدة إلى الأبد من أجلي.  

## التاريخ والسياق

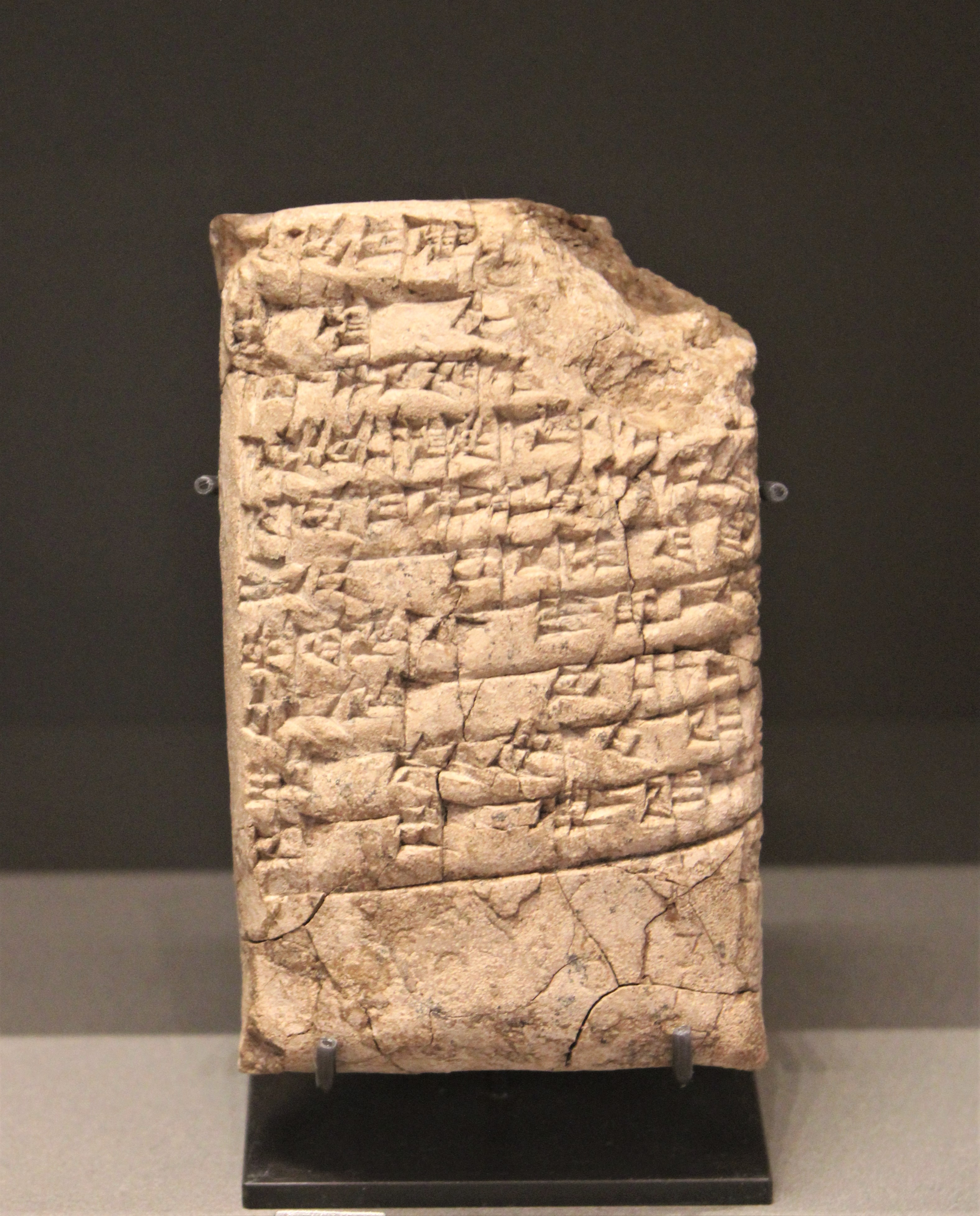
رسالة من الملك البابلي حمورابي إلى شمشحزير والد إيدن سين

كِتَابَة رسالة إدين سين في الإمبراطورية البابلية القديمة في القرن الثامن عشر قبل الميلاد.   قرابة فترة حكم حمورابي (نحو 1792–1750 ق. م).   كان إدين سين ووالدته من أفراد الطبقة العليا في مدينة لارسا، حيث كان إدين سين ابنًا وزوجته زينو زوجة شمش حازير، وهو مسؤول رفيع في إدارة المدينة تحت حكم حمورابي.  
كان من المعتاد خلال هذه الفترة أن يلتحق الصبية الذين يرغبون في أن يصبحوا كهنة أو كتبه، وكذلك أبناء المسؤولين العموميين، بمدارس داخلية حيث يمكنهم دراسة الكتابة المسمارية والأدب. وبسبب قلة السياق الوارد في الرسالة، ليس من الواضح سبب ابتعاد إدين سين عن المنزل، ولكن غالبًا ما يُفترض أنه كان طالبًا في مثل هذه المدارس. كان إدين سين مهتمًا بجودة ملابسه مقارنة بملابس أصدقائه؛ وكما هو الحال اليوم، كان مكانته تعتمد، جزئيًا على الأقل، على مظهره، وكأنه من الأثرياء. على الرغم من بعده عن المنزل، كانت والدته لا تزال توفر له الملابس. ولحاجته إلى ملابس جديدة، حاول إدين سين في الرسالة استخدام طرق مختلفة لجعل والدته، التي كانت مسؤولة عن ميزانية الأسرة، تشعر بالذنب لعدم إرسال ملابس جديدة.
تُظهر الرسالة أن زينو كانت تصنع ملابس إدين سين من الصفر؛ فقد كان لديها الصوف في المنزل وكانت عليها أن تغزله وتنسجه وتصنع صبغته وتفصله، وهي عملية قد تستغرق ثلاثة أشهر للملابس ذات الجودة العادية، وقد تصل إلى سنة كاملة للملابس ذات الجودة العالية. من المرجح أن زينو كانت تشتري الصوف بنفسها من السوق المحلية، حيث كان يُباع من قِبل الرعاة. من المحتمل أن إدين سين وجّه رسالته إلى والدته لأن الغزل والنسيج في بلاد ما بين النهرين كانا عادةً من مهام النساء، رغم وجود بعض الاستثناءات.
ليس من الواضح ما إذا كان إدين سين قد كتب الرسالة بنفسه أو أملاها على كاتب. يُشير الأسلوب الافتتاحي القياسي "إدين سين يرسل الرسالة التالية" إلى إمكانية الإملاء، ولكن الخط المستخدم في الرسالة يبدو غير متقن، ثم إنَّ اللغة تظهر أخطاء متوقعة من كاتب غير متمرس، وربما تتضمن تعابير عامية. ثم إنَّ الرسالة لم تتسع بالكامل على اللوح؛ فبعد الكتابة على الجهتين الأمامية والخلفية، لجأ الكاتب إلى الكتابة على الحافة اليسرى، ولكنه نفد من المساحة مرة أخرى، فانتقل السطر الأخير إلى الحافة السفلية. يأتي التعبير القياسي "أخبري السيدة زينو" من كون كاتب آخر سيقرأ الرسالة بصوت عالٍ لزينو عند تسلّمها. كما أن المقطع الذي يذكر الآلهة، ويأمل أن يحفظوا زينو بصحة جيدة هو مقطع قياسي؛ إذ بدأت غالبية الرسائل في ذلك الوقت بتمني بركة الآلهة لصحة المرسل إليه.
نُشر الرسالة ونصها لأول مرة في عام 1934 من قبل عالم الآثار البلجيكي جورج دوسين. وهي محفوظة اليوم في متحف اللوفر في باريس. 

## تعليق
تُستخدم الرسالة غالبًا كمثال على الوثائق التي تقدم لمحات عن الحياة اليومية في بلاد ما بين النهرين القديمة. أشار الآشورياتي يورغن لاسي إلى أنها "إنسانية للغاية". وعدت الآشورياتية ريفكا هاريس أن الرسالة "تلتقط بشكل حي روح طفل ذكي ومناور يعد بالفعل نوعًا من 'الهوس بالملابس'". كتب المؤرخ دون ناردو عن الرسالة أنها "تثبت أن هموم الطلاب العصريين بشأن الظهور بمظهر أنيق في المدرسة ليست جديدة". واعتبر المؤرخ ويليام ه. ستبلينغ جونيور الرسالة مثالًا يوضح أن "الطبيعة البشرية لم تتغير كثيرًا منذ العصور القديمة"، حيث تُظهر الرسالة التنافس بين الأقران للحصول على أفضل الملابس والمجوهرات، وخلص أيضًا إلى أن "محاولات الأطفال المتذمرة للتلاعب بآبائهم لم تتغير عبر العصور". 
وصف المؤرخ ستيفن بيرتمن الرسالة بأنها تحمل طابعًا فكاهيًا، وأن إدين سين كان مدللاً. باستخدام رسالة إدين سين إلى زينو، جنبًا إلى جنب مع رسالتين شخصيتين أخريين كمثال، تأمل بيرتمن في عام 2003 في سبب تأثير الكتابات الشخصية القديمة بقوّة: "من الغريب، بطريقة أو بأخرى، أنها جميعًا تتناول موضوع المقتنيات المادية. ربما يكمن سر قوتها في هذا: إذ أننا عندما نقرأ الرسائل ندرك أن الأشياء الهشة التي كانت تهم الكتّاب، مثل الكتّاب أنفسهم، لم تعد موجودة، تمامًا ثم إنَّنا نحن أنفسنا والأشياء التي نعتز بها ستتوقف يومًا ما عن الوجود".